# Stefan Palm (Musiker)
Stefan Palm (* 1962 in Aachen) ist ein deutscher Organist, Cembalist und Pianist. 
Stefan Palm studierte an der Musikhochschule Köln, dort legte er neben dem Examen in Kirchenmusik noch die Konzertexamina für Orgel, Klavier und Cembalo ab.
Seit 2016 ist er Rektor der Katholischen Hochschule für Kirchenmusik Rottenburg.

## Diskographie (Auswahl)
- J. S. Bach - Sechs Triosonaten BWV 525-530 (amphion)
- Osteuropäische Orgelmusik des 20. Jahrhunderts, i. A. der Künstlergilde (kreuzberg-records)
- W. A. Mozart – Orgelwerke (confido)
- Rêverie – Flöte und Orgel (amphion records)
- Musica praeludium vitae aeternae – Musik von J.S.Bach
- Domenico Scarlatti – Sonaten
- G. P. Telemann – Moralische Kantaten mit Florian Prey
- Vox Humana – Ein Live-Konzert aus dem Aachener Dom
- Hymnus angeli – Die Arp Schnitger-Orgel in St. Jacobi zu Hamburg
- Max Reger – Orgelmusik Altenberger Dom